# Alejandro Tous
Alejandro Garcia Tous (Alacant, L'Alacantí, 13 de setembre de 1976) és un actor valencià conegut com a Alejandro Tous.

## Biografia
Com que la nota de selectivitat no li arribava per a entrar a la Facultat de Veterinària es disposà a fer les oposicions per a Bomber. Finalment, va canviar de destí quan va decidir estudiar Art Dramàtic al Taller del Teatre Universitari (d'Alacant).
Temps després es traslladà a Madrid.
Com ell mateix va reconèixer, tenir tanta semblança física amb el seu germà Angel Tous, participant de Gran Hermano 2, va fer que no passés molts càstings, però això li va servir per a seguir formant-se.
Té dues productores, El tuerto i Ditu Produccions.
Està relacionat sentimentalment amb Ruth Núñez, també actriu i companya a la sèrie Jo sòc Bea (Yo soy Bea).

## Carrera professional
Alejandro Tous s'ha mogut a quasi tots els camps de la interpretació.

### Televisió
Personatge principal
- Yo soy Bea, Telecinco, Álvaro Aguilar (2006-2008)
- Cuestión de Sexo, Cuatro, Mario Calderón
- Mentes en Shock, Fox, León Robles (2010)

Personatge secundari
- Hospital Central, Telecinco (2004)
- Lobos, Antena 3 (2005)
- Un paso adelante, Antena 3 (2005)
- Los Serrano, Telecinco (2005)
- 7 vidas, Telecinco (2005)
- El pasado es mañana, Telecinco
- Negocis de familia, Canal 9 i Punt 2 (2005)
- Odiosas, TVE (2006)
- Mis adorables vecinos, Antena 3 (2006)

### Teatre
- El tiempo y los Conway En escena. Dirigit per Juan Carlos Perez de la Fuente. Com Alan Conway.[1]
- Romeo y Julieta, dirigit per Will Keen (2009) com Romeo Montesco
- Los chicos de la Banda, com a Edu.

### Curtmetratges
- Rhodéa, dirigit per Santiago Requejo (2011) com Edward
- X y Z, dirigit per Jaime Marqués Olarreaga (2008)
- Habitación en alquiler, dirigit per María Isabel Dorante
- Somewhere
- Ropa Ajustada
- Tauromaquia
- Habitación en Alquiler, com Vidal
- Miedo, dirigit per Antonio Ramón
- Es lo que hay, dirigit per Antonio Ramón
- Adivina quien viene a comer, dirigit per Gregorio Veguillas

### Llargmetratges
- Ni pies, ni cabeza, dirigida per Antonio del Real (2011)
- Miss Tacuarembó, dirigida per Martin Sastre (2011), com Padre Clever
- Carne Cruda, dirigida per Tirso Calero (2011), com Andrés
- Inertes, dirigida per Eusebio Pastrana (2010), com Carlos
- Spinnin, dirigida per Eusebio Pastrana (2007), com Gárate
- Hable con ella, dirigida per Pedro Almodóvar

### Premis
- Premi al millor actor per “Spinnin”. Lesgaicinemad 07
- Premi al millor actor por “Spinnin”. IDEM 07

### Videoclips
- No voy a cambiar, cantant Malú (2007). Disc 'Desafio'
- Mil noches y una más, cantant Gisela (2002). Disc 'Parte de mí'

### Altres
- Punto Doc, reportatges a Antena 3 (2007)
- Campanades, Telecinco (2006-2007)
- Anunci Marca Teka
- Anunci Licor del Polo
- Anunci Fuerzas Armadas